# Кузьминых, Иван Николаевич
Иван Николаевич Кузьминых (ноябрь 1899, Бугаево, Пермская губерния — 30 января 1958, Москва) — советский химик, специалист в области химической технологии серной кислоты и высшего химико-технологического образования, доктор химических наук (1936). Лауреат Сталинской премии (1946). Заместитель Председателя ВКВШ при СНК СССР.

## Биография
Иван Кузьминых родился в ноябре 1899 года в селе Бугаевском Бугаевской волости Шадринского уезда Пермской губернии, ныне деревня Бугаево входит в Катайский муниципальный округ Курганской области. Отец — служащий земской почты в Шадринске.
С 1910 по 1918 год учился в Шадринском и Кустанайском реальных училищах.
В ноябре 1918 года был мобилизован в Русскую армию Колчака и в течение года служил писарем. В 1919—1921 годах служил в Рабоче-крестьянской Красной Армии на нестроевых должностях. После окончания гражданской войны преподавал химию в средней школе (Шадринск).
В 1928 году окончил химический факультет Ленинградского политехнического института, защитил дипломный проект, посвященный технологии производства серной кислоты. Стремясь работать на производстве, уехал на Бондюжский химический завод (Татарская АССР), где вначале занимал должность сменного инженера, а затем начальника цеха. В 1930 году был выдвинут для работы в техническом отделе Северного химического треста (Свердловск). После расформирования треста работал в Уральском научно-исследовательском химическом институте (УНИХИМ), где организовал и возглавил отдел серной кислоты.
За работы по теории и практике сернокислотного производства в 1935 году получил ученое звание действительного члена института УНИХИМ; в том же году присвоена учёная степень кандидата химических наук (без защиты диссертации). В 1936 защитил в Ленинградском технологическом институте докторскую диссертацию на тему «Теория интенсивного башенного процесса и её ближайшие приложения».
В 1937 году избран заведующим кафедрой неорганической технологии Уральского индустриального института (УИИ), затем Уральский политехнический институт (УПИ), а в 1941 назначен заместителем директора института по научно-учебной работе. В 1938 утверждён в звании профессора.
В 1943 назначен заместителем председателя Комитета по делам высшей школы при Совнаркоме СССР. В 1947—1948 годах — заместитель председателя Комитета по делам изобретений и открытий при Совете Министров СССР. Одновременно занимался педагогической деятельностью: руководил кафедрой общей химической технологии в Московском институте химического машиностроения (1943—1947) и кафедрой технологии минеральных кислот и солей Московского химико-технологического института им. Д. И. Менделеева (с 1945). В 1948 перешёл на постоянную работу в МХТИ.
Иван Николаевич Кузьминых умер 30 января 1958 года.

## Научная деятельность
Основные научные работы выполнил в области технологии производства серной кислоты и получения её соединений. Многое сделал для внедрения в промышленность инновационных методов интенсификации сернокислотного производства. Его разработки использовались на Воскресенском, Жилёвском, Кировоградском, Сталиногорском химических заводах, на Рижском суперфосфатном заводе и других предприятиях страны. Подготовил и издал более десяти учебников и монографий в области сернокислотного производства.

## Научные труды
- Кузьминых И.Н. Контактное производство серной кислоты. — М. Л.: Огиз — Гос. науч.- техн. изд., тип. „Мосполиграф“ в Рязани, 1931. — 135 с. — 10 000 экз.[1]
- Кузьминых И.Н. Камерное производство серной кислоты. — М. Л.: ОНТИ — Гос. хим.- техн. изд., тип. „Красный печатник“ в Лгр., 1932. — 95 с. — 10 000 экз.[2]
- Кузьминых И.Н. Производство серной кислоты камерным и башенным способом. — М. — Л.: Госхимтехиздат, тип. им. Евг. Соколовой в Лгр., 1933. — 220 с. — 5000 экз.[3]
- Кузьминых И.Н. Справочник для инженеров и техников сернокислотных заводов. — М. — Л.: Госхимтехиздат, тип. им. Евг. Соколовой в Лгр., 1933. — 115 с. — 4000 экз.[4]
- Кузьминых И.Н. Флотационный колчедан в производстве серной кислоты. — Свердловск: Сверд. обл. гос. изд., тип. изд-ва „Урал. рабочий“, 1935. — 76 с. — 700 экз.[5]
- Кузьминых И.Н. Производство серной кислоты. — М.: Онги. Глав. ред. хим. лит-ры, тип. им. Евг. Соколовой в Лгр., 1937. — 709 с. — 2000 экз.[6]
- Кузьминых И.Н. Интенсивный башенный сернокислотный процесс. — Свердловск — Москва: ГОНТИ, 1939. — 176 с. — (Тр. Урал. н.-и. хим. ин-та „Унихим“, вып. 4). — 2150 экз.[7]
- Кузьминых И.Н. Контроль нитрозных газов. К проблеме экспрессного контроля производства серной и азотной кислот. — М.: Госхимиздат, 13-я тип. треста «Полиграфкнига», 1945. — 80 с. — 3000 экз.[8]
- Кузьминых И.Н. Новая аппаратура для охлаждения и промывки сернистого газа. — М. — Л.: Гослесбумиздат, 1960. — 71 с. — 2000 экз.[9]
- Кузьминых И.Н. Технология серной кислоты. — М.: Госхимиздат, 1955. — 228 с. — 5000 экз.[10]
- Дневниковые записи Ивана Николаевича Кузьминых (1939 г. Свердловск — 1951 г. Москва) // Исторический вестник РХТУ им. Д. И. Менделеева. 2022 г. вып. 57. С. 5-33.

## Награды
- Сталинская премия II степени за выдающиеся изобретения и коренные усовершенствования методов производственной работы, 1946 год — за разработку и внедрение методов интенсификации сернокислотного производства[11]
- Заслуженный деятель науки и техники РСФСР, 1943 год
- Орден Ленина, 5 ноября 1944 года — за выдающиеся заслуги в деле подготовки специалистов для народного хозяйства и культурного строительства
- Орден Трудового Красного Знамени, 1939 год — за помощь сернокислотным заводам в рационализации производства
- Орден «Знак Почёта»
- Медаль «За трудовую доблесть», 1951 год
- Медаль «За доблестный труд в Великой Отечественной войне 1941—1945 гг.», 1945 год
- Медаль «В память 800-летия Москвы», 1947 год